# 1978-as labdarúgó-világbajnokság-selejtező (UEFA – 7. csoport)
Az 1978-as labdarúgó-világbajnokság európai 7. selejtezőcsoportjának mérkőzéseit, és a csoport végeredményét tartalmazó lapja. A csoportban körmérkőzéses, oda-visszavágós rendszerben játszottak egymással a labdarúgó-válogatottak. A selejtezőket 1976. október 13. és 1977. november 16. között rendezték. A csoport győztese automatikus résztvevője lett az 1978-as labdarúgó-világbajnokságnak.
A csoportban Csehszlovákia, Skócia és Wales szerepelt.
Skócia jutott ki az 1978-as világbajnokságra.

## Tabella
| Hely. | Csapat        | M | Gy | D | V | G+ | G– | Gk | P | Továbbjutás                          |     | Skócia | Csehszlovákia | Wales |
| ----- | ------------- | - | -- | - | - | -- | -- | -- | - | ------------------------------------ | --- | ------ | ------------- | ----- |
| 1.    | Skócia        | 4 | 3  | 0 | 1 | 6  | 3  | +3 | 6 | Kijutott az 1978-as világbajnokságra |     | —      | 3–1           | 1–0   |
| 2.    | Csehszlovákia | 4 | 2  | 0 | 2 | 4  | 6  | −2 | 4 |                                      |     | 2–0    | —             | 1–0   |
| 3.    | Wales         | 4 | 1  | 0 | 3 | 3  | 4  | −1 | 2 |                                      | 0–2 | 3–0    | —             |       |

## Mérkőzések
| 1976. október 13. |

| Csehszlovákia          | 2–0         | Skócia |
| ---------------------- | ----------- | ------ |
| Panenka 48' Petráš 50' | Jegyzőkönyv |        |

| Letná Stadion, Prága Nézőszám: 38 000 Játékvezető: Alberto Michelotti (olasz) |

| 1976. november 17. |

| Skócia            | 1–0         | Wales |
| ----------------- | ----------- | ----- |
| Evans 15' (öngól) | Jegyzőkönyv |       |

| Hampden Park, Glasgow Nézőszám: 63 233 Játékvezető: Ferdinand Biwersi (nyugatnémet) |

| 1977. március 30. |

| Wales                  | 3–0         | Csehszlovákia |
| ---------------------- | ----------- | ------------- |
| L. James 27' Deacy 65' | Jegyzőkönyv |               |

| Racecourse Ground, Wrexham Nézőszám: 18 022 Játékvezető: António Garrido (portugál) |

| 1977. szeptember 21. |

| Skócia                               | 3–1         | Csehszlovákia |
| ------------------------------------ | ----------- | ------------- |
| Jordan 19' Hartford 35' Dalglish 54' | Jegyzőkönyv | Gajdůšek 82'  |

| Hampden Park, Glasgow Nézőszám: 85 000 Játékvezető: Francis Rion (belga) |

| 1977. október 12. |

| Wales | 0–2         | Skócia                             |
| ----- | ----------- | ---------------------------------- |
|       | Jegyzőkönyv | Masson 78' (11-esből) Dalglish 85' |

| Anfield, Liverpool Nézőszám: 50 850 Játékvezető: Robert Wurtz (francia) |

| 1977. november 16. |

| Csehszlovákia | 1–0         | Wales |
| ------------- | ----------- | ----- |
| Nehoda 12'    | Jegyzőkönyv |       |

| Letná Stadion, Prága Nézőszám: 22 383 Játékvezető: Adolf Prokop (keletnémet) |

## Góllövőlista
|  |  |